# Banco Bradesco
Banco Bradesco S.A. est la deuxième plus grande banque privée au Brésil (total des actifs), et a grandi en grande partie grâce à des fusions et acquisitions. Elle a été fondée en 1943 dans la ville de Marília, São Paulo par Amador Aguiar et deux amis. Son nom original était Casa Bancária Almeida & Cia. (fr: "House Banking Almeida & Co."), puis Banco Brasileiro de Descontos S.A., dont l'acronyme est "Banco Bradesco», qui est devenu le nom de l'entreprise.

## Histoire
En août 2015, HSBC vend ses activités au Brésil, qui représentent 854 agences et 21 000 employées, à Banco Bradesco pour l'équivalent de 5,2 milliards de dollars .
En mai 2019, Banco Bradesco annonce l'acquisition de la banque BAC Florida, spécialisée dans la banque privée, pour 500 millions de dollars.